# Exilarca

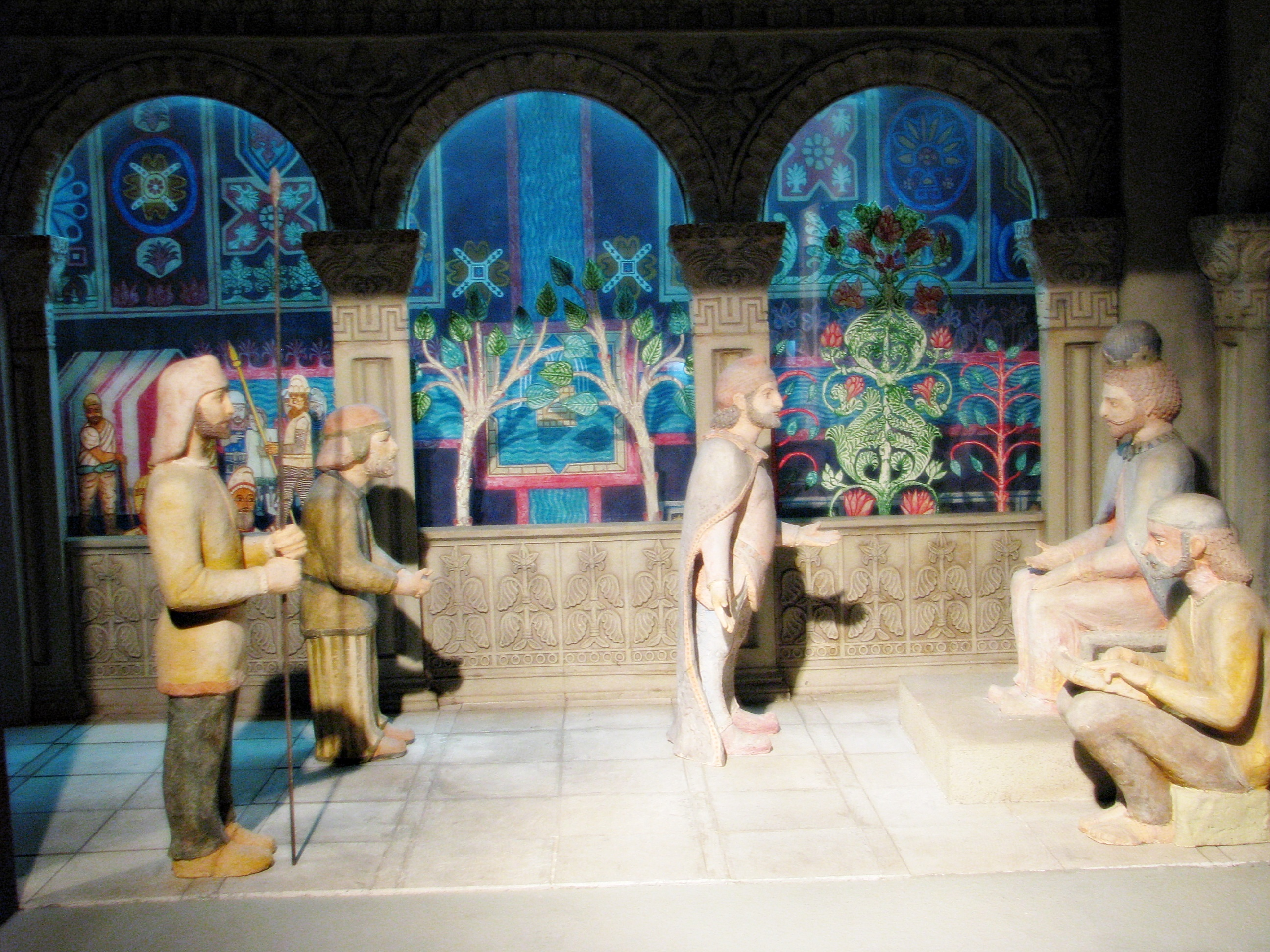
Una exposición en el Museo de la Diáspora, Tel Aviv. La nota debajo de la exhibición dice lo siguiente: Rodeado de sus sirvientes y guardias, el exilarca Huna recibe a los ancianos de la comunidad en su magnífica villa de estilo persa. En el fondo, un hombre está siendo llevado a juicio.

Exilarca (en hebreo: ראש גלות) (transliterado: Rosh Galut) (en arameo: ריש גלותא) (transliterado: Resh Galuta), literalmente "cabeza del exilio") era el título que se le daba al líder laico de la comunidad judía de Babilonia a partir de la destrucción del Reino de Judá y la deportación masiva de los hebreos realizada por Nabucodonosor II. 

## Historia
Si bien el origen del uso de la dignidad de “exilarca” babilónico es aún discutible, se sabe que sólo podían serlo personajes de la Casa de David (Beit David HaMelech). Mientras Babilonia estuvo bajo la dominación de los sasánidas, los judíos residentes fueron oprimidos, hasta el punto que bajo el mando del príncipe y exilarca Mar Zutra (siglo VI), estos se hicieron a las armas y lograron expulsar definitivamente a los persas de la antigua ciudad de Mahuza. Durante siete años reinó allí el exilarca sobre sus congéneres hebreos, hasta que las tropas del rey persa Kavad I tomaron y destruyeron la ciudad en el año 520. Mar Zutra fue crucificado. 
Empero, cuando los árabes musulmanes conquistaron la región en el siglo VII, el título de ‘príncipe judío del exilio’ recobró su nobleza y relevancia. El exilarcado continuó existiendo hasta el siglo XI. El exilarca era coronado mediante una suntuosa ceremonia, presidida por las máximas figuras religiosas, es decir, los gueonim (directores) de las Academias talmúdicas de Sura, Pumbedita y Nehardea. Estos tenían la potestad para elegir al exilarca.